# Shakey Graves

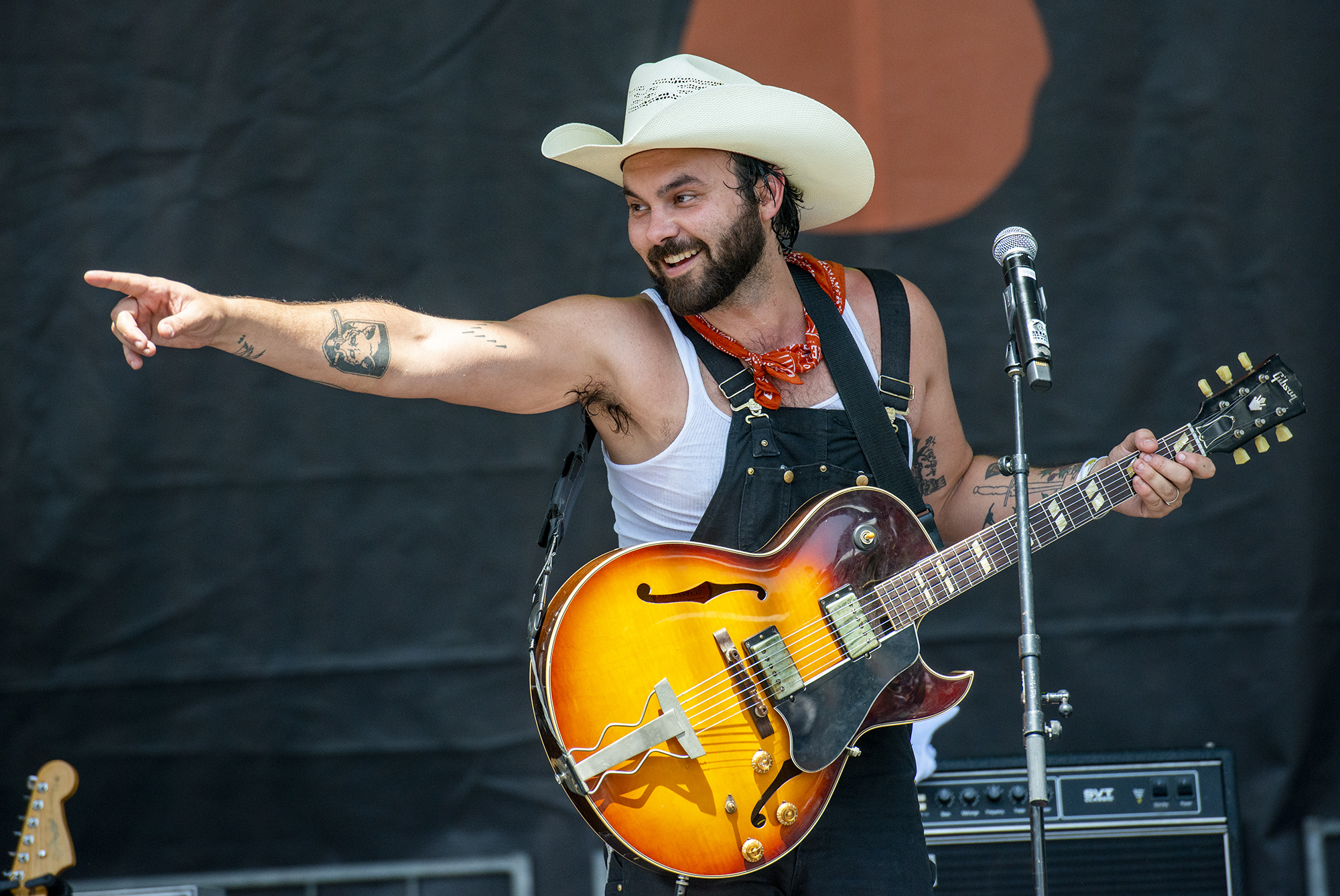
Shakey Graves (2021)

Shakey Graves (bürgerlich Alejandro Rose-Garcia; * 4. Juni 1987) ist ein amerikanischer Musiker aus Austin, Texas. Sein Stil bewegt sich zwischen Blues, Folk und Rock ’n’ Roll. Als Schauspieler war er unter anderem in kleinen Rollen in Sin City 2: A Dame to Kill For und Material Girls zu sehen.

## Diskografie

### Alben
- Roll the Bones (2011)
- Donor Blues (2012)
- And the War Came (2014)
- Nobody’s Fool (2015)
- Can’t Wake Up (2018)
- Roll the Bones X (2021)

### Singles
- Tomorrow (US: Gold)[2]
- Dearly Departed (feat. Esmé Patterson, 2014, US: Gold)